# Charles Clay
Charles Clay (Little Rock, 13 febbraio 1989) è un giocatore di football americano statunitense che gioca nel ruolo di tight end per i Arizona Cardinals della National Football League (NFL). Fu scelto nel corso del sesto giro (174º assoluto) del Draft NFL 2011 dai Miami Dolphins. Al college ha giocato a football alla University of Tulsa.

## Carriera professionistica

### Miami Dolphins
Clay fu scelto nel corso del giro del Draft 2011 dai Miami Dolphins. Nella sua stagione da rookie disputò 14 partite, 9 delle quali come titolare, ricevendo 233 yard e segnando tre touchdown su ricezione, il primo dei quali nella gara del 20 novembre contro i Buffalo Bills. Il primo touchdown della stagione 2012 lo segnò nella settimana 9 contro gli Indianapolis Colts. Il secondo nella vittoria della settimana 12 contro i Seattle Seahawks. La sua stagione si concluse con 14 presenze (9 da titolare) con 2 touchdown.
Nella settimana 2 della stagione 2013, Clay segnò un touchdown su corsa e ricevette 5 passaggi per 115 yard da Ryan Tannehill nella vittoria sui Colts. Il secondo TD lo segnò nella settimana 5 contro i Baltimore Ravens. Nella vittoria della settimana 11 sui San Diego Chargers, Charles guidò Miami con 90 yard ricevute e segnò un touchdown su ricezione. Nel turno 14, contro gli Steelers in un Heinz Field innevato, guidò ancora la squadra con 97 yard ricevute e 2 touchdown nella vittoria per 34-28. La sua stagione si chiuse con i nuovi primati personali per ricezioni (69), yard ricevute (759) e touchdown (6), venendo votato all'89º posto nella NFL Top 100.

### Buffalo Bills
Il 18 marzo 2015, Clay firmò coi Buffalo Bills un contratto quinquennale del valore di 38 milioni di dollari.

### Arizona Cardinals
Nel 2019 Clay firmò con gli Arizona Cardinals.

## Statistiche
| Partite totali         | 58    |
| Partite da titolare    | 47    |
| Ricezioni              | 161   |
| Yard su ricezione      | 1.809 |
| Touchdown su ricezione | 14    |

Statistiche aggiornate alla stagione 2014